# ツメナシカワウソ属
ツメナシカワウソ属（Aonyx）は、哺乳綱食肉目イタチ科カワウソ亜科の属。

## 種
3種が属す。和名は斉藤ほか (1991) とMorris & Beer・鈴木訳 (2013) による。
| 画像 | 学名           | 和名・英名                                                              | 分布                     |
| ---- | -------------- | ----------------------------------------------------------------------- | ------------------------ |
|      | Aonyx capensis | ツメナシカワウソ（ケープツメナシカワウソ） African clawless otter       | サブサハラアフリカ       |
|      | Aonyx congicus | ザイールツメナシカワウソ（コンゴツメナシカワウソ） Congo clawless otter | アフリカ中央部の熱帯雨林 |
|      | Aonyx cinereus | コツメカワウソ Asian small-clawed otter                                 | 南アジア・東南アジア     |

コツメカワウソを本属に含めるかは研究者の間で議論がある。別属（コツメカワウソ属）とする場合、属名はAmblonyxとなる。ザイールツメナシカワウソが独立種かツメナシカワウソと同一種かどうかも議論がある。
Koepfli et al. (2008) による分子系統解析では、別属とされるビロードカワウソがコツメカワウソとの単系統群を形成する結果が得られており、本属が側系統群であることが示唆されている。2017年にはビロードカワウソとコツメカワウソをAmblonyx属としてまとめる説も提唱されている。一方で2022年には本属やビロードカワウソ属・コツメカワウソ属をカワウソ属に含める説も提唱されている。